# Định lý không nhân bản
Định lý không nhân bản là một kết quả của cơ học lượng tử nói rằng việc tạo ra một bản sao giống hệt của một trạng thái lượng tử chưa biết là không thể. Nó được khẳng định bởi Wootters, Zurek và Dieks vào năm 1982 và có ý nghĩa sâu sắc trong tính toán lượng tử và các vấn đề liên quan.
Trạng thái của một hệ thống có thể bị vướng víu lượng tử với trạng thái của một hệ thống khác. Ví dụ có thể sử dụng cổng cổng CNOT hoặc cổng Hadamard để làm vướng víu lượng tử hai qubit. Đấy không phải là nhân bản. Nhân bản là một quá trình mà mà kết quả là một trạng thái tách rời với các yếu tố giống hệt nhau.

## Chứng minh[3]
Giả sử có một electron e1 mà không rõ trạng thái {\displaystyle |\psi \rangle _{1}}
{\displaystyle |\psi \rangle _{1}} = a {\displaystyle |up\rangle } + b {\displaystyle |down\rangle } với các biên độ a,b không biết.
Giả sử có một electron e2 có trạng thái {\displaystyle |down\rangle _{2}}
Mục tiêu là tạo ra một bản sao của e1  lên e2  mà không phá hủy trạng thái của e1. Giả sử có một hệ thống lượng tử C cho phép làm điều đó. Hệ thống này được biểu diễn bởi toán tử {\displaystyle {\hat {C}}}. Ta có:
{\displaystyle {\hat {C}}|\psi \rangle _{1}} {\displaystyle |down\rangle _{2}} = {\displaystyle |\psi \rangle _{1}} {\displaystyle |\psi \rangle _{2}} (1)
{\displaystyle {\hat {C}}} là toán tử Unita:
{\displaystyle {\hat {C}}^{\dagger }{\hat {C}}={\hat {1}}}
Chọn một trạng thái lượng tử {\displaystyle |\phi \rangle } sao cho {\displaystyle \langle \phi |\psi \rangle \not =0,1}. Ta có:
{\displaystyle {\hat {C}}|\phi \rangle _{1}} {\displaystyle |down\rangle _{2}} = {\displaystyle |\phi \rangle _{1}} {\displaystyle |\phi \rangle _{2}} (2)
Nhân vô hướng (1) với (2) ta có:
{\displaystyle \langle down|_{2}\langle \phi |_{1}|\psi \rangle _{1}|down\rangle _{2}=\langle down|_{2}\langle \phi |_{1}{\hat {C}}^{\dagger }{\hat {C}}|\psi \rangle _{1}|down\rangle _{2}=\langle \phi |_{2}\langle \phi |_{1}|\psi \rangle _{1}|\psi \rangle _{2},}
Do đó:
{\displaystyle \langle \phi |\psi \rangle =\langle \phi |\psi \rangle ^{2}.\,}
Điều này chỉ xảy ra khi {\displaystyle \langle \phi |\psi \rangle =0,1}, vô lý.
Vậy không tồn tại toán tử {\displaystyle {\hat {C}}}, định lý được chứng minh.